# Sebastián Villa (futbolista)
Sebastián Villa Cano (Bello, Antioquia; 19 de mayo de 1996) es un futbolista colombiano. Juega como extremo en Independiente Rivadavia, de la Primera División de Argentina.

## Trayectoria

### Deportes Tolima
Creció en Club Deportivo Palmazul y desde allí pasó para el Deportes Tolima. El 27 de agosto de 2014 debutó como profesional con el Deportes Tolima en la Copa Colombia 2014, en la victoria 3-1 como visitantes frente al Deportes Quindío, ingresando en el minuto 82 por Andrés Ibargüen. El 9 de marzo de 2016 volvió a jugar por la Copa Colombia, nuevamente frente al Deportes Quindío, en el empate a dos goles, ingresando al minuto 82 por Avimiled Rivas. 
Debutó en la Liga, el 8 de mayo en el empate a dos goles frente a Independiente Santa Fe, jugando los últimos seis minutos por Víctor Aquino.[cita requerida] El 2 de marzo de 2017 debutaría en la Copa Sudamericana en la victoria por 2 a 1 sobre el Club Bolívar, jugando todo el primer tiempo.[cita requerida] Su primer gol como profesional lo hizo el 27 de abril, ganando 3 a 1 en casa del Deportes Quindío por la Copa Colombia 2017. El primer doblete de su carrera lo hizo el 17 de mayo, dándole la victoria a su club por 3 a 2 sobre Deportivo Pereira.
Su primer gol de 2018 y en la Categoría Primera A lo marcó el 10 de febrero, dando el empate a un gol al Vinotinto como visitante frente al América de Cali. El 9 de junio marcó en la vuelta de la final del Torneo Apertura 2018, en la que el Tolima finalmente se consagraría campeón 4-2 en penales. Así consiguió su segunda estrella el elenco «pijao», siendo Villa la gran revelación del torneo.

### Boca Juniors
El 27 de junio del 2018 fue confirmado como nuevo jugador del Club Atlético Boca Juniors de la Primera División de Argentina. Debutó el 21 de julio en un amistoso contra Independiente Medellín jugado en los Estados Unidos, anotando un gol a los pocos minutos de empezar el encuentro. Debutó oficialmente en la victoria 6-0 por los 32avos de Copa Argentina frente a Alvarado, en donde ingresó en el segundo tiempo reemplazando a Cristian Pavón y, si bien no convirtió, forzó el penal que estampó el 6-0 definitivo.[cita requerida] Su primer gol oficial lo marcó el 2 de septiembre en la victoria contra Vélez Sarsfield por la fecha 4, colocando el 3-0 definitivo. El 7 de octubre, Villa empató el juego frente a Racing Club marcando el 2-2 en Avellaneda, partido que su equipo comenzaría perdiendo 2-0. El 31 de octubre de 2018 dio una asistencia a Ramón Ábila para que convirtiera el primer gol frente a Palmeiras en la vuelta de semifinales de Copa Libertadores, partido que acabó empatado 2-2. Boca pasó a la final con un resultado global de 4-2. 
El 9 de diciembre de 2018, integró el equipo titular de Boca que perdió ante su histórico rival la final de la Copa Libertadores 2018, disputada en el Estadio Santiago Bernabéu de la ciudad de Madrid, partido que terminó 3-1 a favor de River Plate.
El 2 de mayo de 2019, obtuvo su primer título en Boca Juniors: la Supercopa Argentina 2018, en la que tras un empate 0-0 en los 90 minutos reglamentarios frente al Club Atlético Rosario Central, Boca ganó en la tanda de penales por 6-5, en la que Villa colaboró anotando su respectivo penal. Villa tuvo un buen partido y fue elegido "jugador del partido". El 2 de junio Boca perdió la Copa de la Superliga 2019 contra Tigre por 0-2, en el que Villa jugó un partido aceptable. El 18 de agosto, Villa le dio una asistencia a Carlos Tévez para abrir el triunfo de Boca por 2-0 sobre Aldosivi por la fecha 3 del Campeonato de Primera División 2019-20. El 7 de marzo de 2021 marca su primer doblete con el club en la histórica goleada 7-1 sobre Vélez Sarsfield siendo de las figuras del partido.

### Beroe Stara Zagora
El 8 de noviembre de 2023 se le anunció como nuevo refuerzo del Beroe Stara Zagora de la Primera Liga de Bulgaria. El 17 de febrero de 2024 debutó jugando en la derrota ante PFC Slavia Sofia. Un mes después marcaría su primer gol en el triunfo 2-0 sobre el PFC Cherno More Varna. Este era su cuarto partido como titular.

### Independiente Rivadavia
El 11 de junio de 2024 Daniel Vila, presidente de Independiente Rivadavia confirmó que Sebastián Villa sería nuevo futbolista del Azul. Sería entonces su vuelta al fútbol argentino después de un año de experiencia europea. No obstante, este regreso al país no estuvo libre de polémica.
El 27 de julio marcó su primer gol con el club mendocino, dándole la victoria a su equipo sobre Independiente.

## Selección nacional
El 28 de agosto de 2018 recibió su primera convocatoria a la Selección Colombia de parte del director técnico encargado Arturo Reyes Montero, para los amistosos ante Venezuela y Argentina. Debutó el 7 de septiembre en la victoria 2-1 sobre Venezuela.

## Controversias y denuncias por abuso sexual
A finales de abril de 2020, se formalizó una denuncia por parte de su novia, Daniela Cortés, quien lo acusó de maltrato físico y psicológico, lo cual comprobó por medio de fotos, y recitando que esto había sido causado por el extremo colombiano con agresividad al estar bajo efectos del alcohol. Se viralizaron unos chats que llegaron a la fiscalía en los que el jugador le pedía disculpas por las lesiones y alegaba haber tomado mucho.
El miércoles 1 de diciembre del 2021, se habló de que Villa, su compatriota Edwin Cardona y su compañero de equipo Carlos Zambrano llegaron en estado de ebriedad a un entrenamiento del conjunto argentino, previo a un compromiso a disputar con Newell's Old Boys. Se los acusa también de llevar mujeres a su conjunto residencial.[cita requerida]
A mediados de mayo del 2022, el futbolista colombiano fue acusado por segunda vez en su carrera profesional de violencia de género y agresión sexual por Tamara Doldán. En unos hechos que supuestamente sucedieron en junio de 2021. Fue acusado de abuso sexual, violencia de género y tentativa de homicidio. La pericia psiquiátrica realizada a pedido de la defensa de Villa a la mujer que hizo la denuncia determinó indicadores de abuso sexual, trastorno de estrés postraumático, miedo y aislamiento social. Aparecieron unos mensajes en chats que complicaron su situación judicial en los que le pedía disculpas a la mujer que lo denunció por abuso sexual.
Según la fiscal Vanesa González se encuentra probado el delito de abuso sexual con acceso carnal en el caso de Daniela Cortés. El 2 de junio de 2023 la Justicia Argentina condenó a Villa a dos años y un mes de prisión condicional. Boca Juniors decidió separarlo de las convocatorias del plantel profesional pero no le rescindió el contrato.

## Estadísticas

### Clubes
Actualizado hasta su último partido disputado el 17 de agosto de 2025.
| Club                              | Div.          | Temporada     | Liga  | Liga  | Liga   | Copas nacionales | Copas nacionales | Copas nacionales | Copas internacionales | Copas internacionales | Copas internacionales | Total | Total | Total  |
| Club                              | Div.          | Temporada     | Part. | Goles | Asist. | Part.            | Goles            | Asist.           | Part.                 | Goles                 | Asist.                | Part. | Goles | Asist. |
| --------------------------------- | ------------- | ------------- | ----- | ----- | ------ | ---------------- | ---------------- | ---------------- | --------------------- | --------------------- | --------------------- | ----- | ----- | ------ |
| Deportes Tolima · Colombia        | 1.ª           | 2014          | —     | —     | —      | 1                | 0                | 0                | —                     | —                     | —                     | 1     | 0     | 0      |
| Deportes Tolima · Colombia        | 1.ª           | 2015          | —     | —     | —      | —                | —                | —                | —                     | —                     | —                     | 0     | 0     | 0      |
| Deportes Tolima · Colombia        | 1.ª           | 2016          | 3     | 0     | 0      | 3                | 0                | 0                | —                     | —                     | —                     | 6     | 0     | 0      |
| Deportes Tolima · Colombia        | 1.ª           | 2017          | 35    | 0     | 8      | 6                | 3                | 0                | 1                     | 0                     | 0                     | 42    | 3     | 8      |
| Deportes Tolima · Colombia        | 1.ª           | 2018          | 25    | 5     | 7      | 2                | 1                | 0                | —                     | —                     | —                     | 27    | 6     | 7      |
| Deportes Tolima · Colombia        | Total club    | Total club    | 63    | 5     | 15     | 12               | 4                | 0                | 1                     | 0                     | 0                     | 76    | 9     | 15     |
| C. A. Boca Juniors Argentina      | 1.ª           | 2018-19       | 17    | 3     | 4      | 10               | 0                | 0                | 11                    | 0                     | 3                     | 38    | 3     | 7      |
| C. A. Boca Juniors Argentina      | 1.ª           | 2019-20       | 17    | 2     | 3      | 1                | 0                | 0                | 4                     | 0                     | 1                     | 22    | 2     | 4      |
| C. A. Boca Juniors Argentina      | 1.ª           | 2020-21       | —     | —     | —      | 10               | 1                | 2                | 6                     | 1                     | 1                     | 16    | 2     | 3      |
| C. A. Boca Juniors Argentina      | 1.ª           | 2021          | 6     | 2     | 1      | 17               | 5                | 0                | 7                     | 3                     | 0                     | 30    | 10    | 1      |
| C. A. Boca Juniors Argentina      | 1.ª           | 2022          | 18    | 4     | 7      | 21               | 7                | 8                | 2                     | 0                     | 0                     | 41    | 11    | 15     |
| C. A. Boca Juniors Argentina      | 1.ª           | 2023          | 18    | 0     | 2      | 3                | 0                | 0                | 4                     | 1                     | 1                     | 25    | 1     | 3      |
| C. A. Boca Juniors Argentina      | Total club    | Total club    | 76    | 11    | 17     | 62               | 13               | 10               | 34                    | 5                     | 6                     | 172   | 29    | 33     |
| PFC Beroe Stara Zagora Bulgaria   | 1.ª           | 2023-24       | 11    | 5     | 1      | —                | —                | —                | —                     | —                     | —                     | 11    | 5     | 1      |
| PFC Beroe Stara Zagora Bulgaria   | Total club    | Total club    | 11    | 5     | 1      | 0                | 0                | 0                | 0                     | 0                     | 0                     | 11    | 5     | 1      |
| Independiente Rivadavia Argentina | 1.ª           | 2024          | 22    | 4     | 6      | —                | —                | —                | —                     | —                     | —                     | 22    | 4     | 6      |
| Independiente Rivadavia Argentina | 1.ª           | 2025          | 22    | 5     | 4      | 3                | 1                | 2                | —                     | —                     | —                     | 25    | 6     | 6      |
| Independiente Rivadavia Argentina | Total club    | Total club    | 44    | 9     | 10     | 3                | 1                | 2                | 0                     | 0                     | 0                     | 47    | 10    | 12     |
| Total carrera                     | Total carrera | Total carrera | 194   | 30    | 43     | 77               | 18               | 12               | 35                    | 5                     | 6                     | 306   | 53    | 61     |
| 1. 2.                             |               |               |       |       |        |                  |                  |                  |                       |                       |                       |       |       |        |

## Palmarés

### Títulos nacionales
| Título                      | Equipo             | País      | Año     |
| --------------------------- | ------------------ | --------- | ------- |
| Copa Colombia               | Deportes Tolima    | Colombia  | 2014    |
| Primera A                   | Deportes Tolima    | Colombia  | I-2018  |
| Supercopa Argentina         | C. A. Boca Juniors | Argentina | 2018    |
| Primera División            | C. A. Boca Juniors | Argentina | 2019-20 |
| Copa de la Liga Profesional | C. A. Boca Juniors | Argentina | 2020    |
| Copa Argentina              | C. A. Boca Juniors | Argentina | 2019-20 |
| Copa de la Liga Profesional | C. A. Boca Juniors | Argentina | 2022    |
| Primera División            | C. A. Boca Juniors | Argentina | 2022    |
| Supercopa Argentina         | C. A. Boca Juniors | Argentina | 2022    |